# Ceccano
Ceccano es un municipio de la provincia de Frosinone (Italia), en el Valle Latino.
El 9 de mayo de 1170 fue destruida por un violento terremoto, que también causó daños en el sur del país y en Sicilia.
Durante la Segunda Guerra Mundial (1939-1945) el 60 por ciento de sus edificios registró daños considerables, por lo que dispone de una medalla de plata al mérito civil.
En el centro histórico de Ceccano destacan el Castillo de los Condes de Ceccano, la iglesia de S. Sebastián, la iglesia de S. Juan Bautista, la iglesia de S. Nicolás, muchos palacios señoriales y características calles medievales. Cerca del centro histórico, además está la iglesia gótica de S. Maria a Fiume y el Castel Sindici, un precioso palacio señorial construido en forma de un castillo medieval.
Hijo ilustre de Ceccano fue Oreste Sindici, compositor del himno nacional de Colombia.

## Evolución demográfica
| Gráfica de evolución demográfica de Ceccano entre 1861 y 2001 |
|                                                               |
| Fuente ISTAT - elaboración gráfica de Wikipedia               |